# Francesco Fiorentino (critico letterario)
Francesco Fiorentino (Napoli, 10 giugno 1950) è un critico letterario e scrittore italiano.

## Biografia
Francesco Fiorentino ha studiato all'Università di Napoli Federico II sotto la guida di Francesco Orlando e lo segue quando questi si trasferisce presso l'Università Ca' Foscari. Insegna nell'ateneo veneziano fino al 1987, quando ottiene la cattedra di Letteratura francese all'Università di Bari, dove resta fino alla pensione nel 2020, e di cui è ora professore emerito. Nel 2011 è stato visiting professor presso la Sorbona. Ha diretto la Collana di classici francesi I fiori blu per Marsilio, Le istituzioni di letteratura francese per Laterza e organizza i colloqui di letterature comparate a Santarcangelo di Romagna dell'associazione "Sigismondo Malatesta", di cui è tra i soci fondatori. Ha fondato e dirige la Revue italienne d'études françaises.

## Ricerca
La ricerca di Francesco Fiorentino ha seguito varie direzioni:
- Il teatro classico francese cui ha dedicato quattro volumi. Ha studiato le forme della comicità nel teatro di Molière (Einaudi, 1997) mettendole in relazione con la cultura della corte e dei salotti parigini all'inizio del regno di Luigi XIV.  Ha diretto l'edizione italiana del suo Teatro (Bompiani, 2013). Per raccontare la storia del teatro francese del Seicento (Laterza, 2008) ha coniugato la prospettiva letteraria che privilegia i testi a quella più squisitamente teatrale che invece privilegia le forme e gli attori dello spettacolo[3]. Ha raccolto (ETS, 2020) i suoi saggi sui maggiori drammaturghi del Secolo, al fine di mostrare la loro rappresentazione del potere e gli ideali che la ispirano.
- La narrativa francese della prima metà dell'Ottocento cui ha dedicato, oltre a volumi su Balzac (Laterza, 1989) e Mérimée (Liviana, 1978), articoli su riviste italiane e francesi.  Analizzando opere di Balzac, Stendhal, Mérimée, Constant e di autori minori, ha studiato il formarsi del canone narrativo del romanzo realista.
- Il romanzo poliziesco. Nel volume da lui curato per Mondadori (2010) ha studiato la nascita del romanzo poliziesco a partire dalla fine Ottocento fino ai primi romanzi di Simenon.
- Il romanzo libertino francese. Ha studiato la tradizione libertina, sia nelle sue pratiche sociali, sia nelle sue implicazioni ideologiche, sia nella topica letteraria.
- Le teorie del comico. Ha ricostruito la storia delle teorie della comicità a partire da Aristotele fino a Charlie Chaplin, mostrando come esse si poggino sempre sulla contemporanea pratica della comicità. In particolare, ha ripreso la teoria freudiana della comicità, proposta da Francesco Orlando, con un riconoscimento maggiore della storicità dei processi comici.

## Romanzi
Nel 2010 ha esordito come romanziere con Il filo del male (Marsilio), noir scritto assieme all'amico d'infanzia Carlo Mastelloni, procuratore a Trieste. Ambientato nella Trieste degli anni Cinquanta, vi è raccontata l'inchiesta d'un agente dei servizi segreti su un inquietante delitto in cui si intrecciano motivazioni passionali e l'oscura storia della città, all'epoca crocevia di conflitti internazionali. Ancora assieme a Mastelloni pubblica nel 2014 Il sintomo (Marsilio), ambientato nella Napoli del post-terremoto del 1982 dove si mescolano gli interessi borghesi con quelli della malavita. Nel 2021 sempre per Marsilio, firma da solo Futilità. Ambientato a Parigi, racconta la crisi di mezza età di un intellettuale, spaventato dalla perdita della capacità di sedurre e dal tramonto dell'erotismo.. Nel 2023, sempre per Marsilio, pubblica il romanzo Cinque giorni fra trent'anni, storie di una generazione di universitari degli anni Settanta e dei loro diversi destini.

## Opere

### Opere critiche principali
- Le figure di stornamento in un racconto di Balzac, in Strumenti critici, anno IX, vol. 26, fascicolo I, febbraio 1975. ISSN 0039-2618
- I gendarmi e la macchia. L'esotismo nella narrativa di Mérimée, Liviana, Padova 1978. ISBN 8876751572
- Dalla Geografia all'autobiografia. Viaggiatori francesi in Levante, Antenore, Padova 1982. ISBN 978-88-8455-472-7
- Introduzione a Balzac, Laterza, Roma-Bari 1989. ISBN 88-420-3443-6
- Introduzione, in Balzac, La Musa del dipartimento, Marsilio, Venezia 1992. ISBN 88-317-5633-8
- Introduzione, in Balzac, Papà Goriot, Bur, Milano 1994. ISBN 88-17-17008-9
- Introduzione, in Balzac, Illusioni perdute, Bur, Milano 1995.  ISBN 88-17-17056-9
- Introduzione, in Balzac, La duchessa de Langeais, Marsilio, Venezia 1996. ISBN 88-317-5957-4
- Introduzione, in Balzac, Splendori e miserie delle cortigiane, Bur, Milano 1997. ISBN 9788817171304
- Il ridicolo nel teatro di Molière, Einaudi, Torino 1997. ISBN 88-06-14471-5
- Introduzione, traduzione e commento a La Rochefoucauld, Massime, Marsilio, Venezia 2000. ISBN 88-317-7553-7
- La Duchesse de Langeais et la critique de la passion romantique, in  L'année balzacienne , nº 1, 2000. ISSN 0084-6473
- Cattivi romanzeschi tra Settecento e Ottocento, in F. Moretti (a cura di), Il Romanzo, vol. IV, Einaudi, Torino 2003. ISBN 88-06-15-293-9
- Enseignement et Révélation. Stendhal et Balzac, in J.-L. Diaz et A. Guyaux (dir.), Illusions perdues, Presses de l'Université de Paris-Sorbonne, Paris 2003. ISBN 2-84050-310-7
- Introduzione, in Mérimée, Carmen, Marsilio, Venezia 2004. ISBN 88-317-8392-0
- Il teatro francese del Seicento, Laterza, Roma-Bari 2008. ISBN 978-88-420-8566-9
- Le stagioni del poliziesco, in A. Castoldi, F. Fiorentino e G. Santangelo (a cura di), Splendori e misteri del romanzo poliziesco, Bruno Mondatori, Milano-Torino 2010. ISBN 9788861594944
- Molière o l'estensione del dominio del comico, in Molière, Teatro, a cura di F. Fiorentino, Bompiani, Milano 2013. ISBN 978-88-452-7453-4
- Quatre modèles de moralité romanesque à l'orée du XIXe siècle, in M. Bertrand et P. Tortonese (dir.), Le Bien. Édification, exemple et scandale dans le roman du XIXe siècle, Presses Sorbonne Nouvelle, Paris 2017. ISBN 978-2-87854-710-8
- Introduction et notes à Balzac, Les Martyrs ignorées, Manucius, Paris 2018. ISBN 978-2-84578-698-1
- Il potere spassionato. Corneille, Molière, Racine e altri tre saggi teatrali, ETS, Pisa 2020. ISBN 978-8846759634
- La transaction et la morale balzacienne, in Revue Balzac, n. 5, 2022, La morale/Morality. ISSN 2649-2571
- À la recherche d’une définition de l’érotisme moderne, in H. de Jacquelot, L. Norci Cagiano, A. M. Scaiola (a cura di), Stendhal, De l’Amour - 200 ans après, Tab edizioni, Roma 2024, p. 291-304. ISBN 978-88-9295-889-0

### Romanzi
- con Carlo Mastelloni, Il filo del male, Marsilio, Venezia 2010.
- con Carlo Mastelloni, Il sintomo, Marsilio, Venezia 2014.
- Futilità, Marsilio, Venezia 2021.
- Cinque giorni fra trent'anni, Marsilio, Venezia 2023.